# Сушинских, Александр Фёдорович
Александр Фёдорович Сушинских (19 июня 1903 года, посёлок Пышма, Камышловский уезд, Пермская губерния, Российская империя — 30 мая 1979 года, посёлок Пышма, Свердловская область, СССР) — полный кавалер ордена Славы, наводчик орудия батареи 45-миллитровых пушек 5-го гвардейского Мукачевского ордена Кутузова воздушно-десантного стрелкового полка (2-я гвардейская Проскуровская ордена Суворова воздушно-десантная дивизия, 95-й стрелковый корпус, 18-я армия, 4-й Украинский фронт), гвардии старшина.

## Биография
Родился 19 июня 1903 года в посёлке Пышма Пермской губернии в крестьянской семье. Закончил 5 класса. Прошёл курсы бухгалтеров, работал счетоводом в колхозе, бухгалтером Пышминского районного финансового отдела. В 1925—1927 годах проходил срочную службу в Красной Армии.

## Подвиги
Призван 26 августа 1941 года, на фронте с сентября 1941 года. Участвовал в боях на Калининском, Воронежском, с 20 октября 1941 года на 1-м Украинском фронтах, на 4-м Украинском фронте. Участвовал в Ржевско-Сычёвской операции, Курской битве, освобождении Левобережной Украины, битве за Днепр, в боях был пять раз ранен.
В октябре 1944 года наводчик орудия гвардии красноармеец Сушинских возле села Яремче (ныне город Ивано-Франковской области, Украина) подавил несколько огневых точек. За этот подвиг приказом командира полка был награждён медалью «За боевые заслуги».
1 декабря 1944 года наводчик орудия гвардии красноармеец Сушинских вблизи города Шаторальяуйхей (ныне медье Боршод-Абауй-Земплен, Венгрия) разведал брод и помог форсировать орудию, которое подавило огневые точки противника, обеспечив выход батальона к окраинам города. 3 декабря 1944 года, захватил в плен немецкого мотоциклиста. За этот подвиг приказом командира 2-й гвардейской воздушно-десантной дивизии от 13 декабря 1944 года был награждён орденом Славы III степени.
24 марта 1945 года в ходе Моравско-Остравской наступательной операции на юго-западе города Зорау (ныне Жары Любуского воеводства, Польша) расчёт Сушинского подавил 6 пулемётных точек противника, обеспечив продвижение войск. За этот подвиг приказом командующего 38-й армии от 13 мая 1945 года был награждён орденом Славы II степени.
28 марта 1945 года расчёт Сушинского в районе села Блюшув (ныне гмина Гожице Водзиславского повята Силезского воеводства, Польша) при отражении контратаки противника развернули орудие на открытой позиции и уничтожили около 20 солдат противника. За этот подвиг приказом командующего 18-й армии от 24 мая 1945 года был награждён вторым орденом Славы II степени. А Указом Президиума Верховного совета СССР от 1 октября 1968 года в порядке перенаграждения был награждён орденом Славы I степени.
Боевой путь закончил в Праге.

## Послевоенные годы
Демобилизован в августе 1945 года, вернулся в родной посёлок Пышма, где работал бухгалтером Пышминского районного финансового отдела.
Скончался 30 мая 1979 года. Похоронен на кладбище поселка Пышма.

## Награды
За боевые и трудовые подвиги был награждён:
- 18.10.1944 — медаль «За боевые заслуги»;
- 30.04.1945 — орден Красной Звезды;
- 12.12.1944 — орден Славы III степени (орден № 248820);
- 13.05.1945 — орден Славы II степени (орден № 22377);
- 01.10.1968 — орден Славы I степени (орден № 3161).
- медаль «За трудовое отличие» «За успешное выполнение заданий семилетки»[2].